# واق أمريكي
واق أمريكي (باللاتينية: Botaurus lentiginosus) هو نوع طيور البجعيات بتواجد في أمريكا الشمالية وينتشر في كندا وفي شمال ووسط الولايات المتحدة وعلى سواحل خليج المكسيك وفي فلوريدا والجزر الكاريبية وفي أجزاء من أمريكا الوسطى ويتواجد بالقرب عشب البرك ويتغذى على الحشرات والأسماك و القشريات.